# Roland Losert
Roland Losert (Vienna, 6 gennaio 1945) è un ex schermidore austriaco, vincitore di una medaglia d'oro ai campionati mondiali di scherma.
È il figlio di Josef Losert.